# São José (província)
São José (em castelhano: San José) é uma província da Costa Rica. Sua capital é a cidade de San José. Tem 4 965 km² e 1,6 milhão de habitantes, segundo censo de 2018.

## Geografia
Faz divisa com a província de Heredia, província de Limón, província de Puntarenas e província de Alajuela.
A província é atravessada pelas cordilheiras Central e Talamanca. Os rios, da vertente do Oceano Pacífico, são afluentes do rio Tárcoles ou do rio Pirris.

## Economia
A província cultiva café, cana-de-açúcar, legumes, frutas e hortaliças.

## Cantões
A província acha-se dividida em 20 cantões (capitais entre parêntese):
1. Acosta (San Ignacio)
2. Alajuelita (Alajuelita)
3. Aserrí (Aserrí)
4. Curridabat (Curridabat)
5. Desamparados (Desamparados)
6. Dota (Santa María)
7. Escazú (Escazú)
8. Goicoechea (Guadalupe)
9. Leon Cortés (San Pablo)
10. Montes de Oca (San Pedro)
11. Mora (Colón)
12. Moravia (San Vicente)
13. Peréz Zeledón (San Isidro)
14. Puriscal (Santiago)
15. San José (San José)
16. Santa Ana (Santa Ana)
17. Tarrazú (San Marcos)
18. Tibás (San Juan)
19. Turrubares (San Pablo)
20. Vásquez de Coronado (San Isidro)